# 理查德·斯特恩斯 (帆船运动员)
理查德·斯特恩斯（英語：Richard Stearns，1927年9月4日—2022年1月25日），美国男子帆船运动员。他曾代表美国参加1964年夏季奥林匹克运动会帆船比赛，联同林恩·威廉斯获得一枚银牌。